# 子安駅
子安駅（こやすえき）は、神奈川県横浜市神奈川区子安通一丁目にある、京浜急行電鉄（京急）本線の駅である。駅番号はKK33。

## 歴史
- 1905年（明治38年）12月24日 - 開業。
- 1952年（昭和27年）3月  - 2面4線の駅構造となり、待避設備の使用開始[1][2]。
- 1965年（昭和40年）2月21日 - 特急の停車駅を隣駅の神奈川新町駅に変更。特急通過駅となる。
- 1999年（平成11年）7月31日 - ダイヤ改正による京急蒲田以南の急行廃止のため、普通のみの停車駅となる[3]。その後2010年にエアポート急行(現・急行)が設定された際も、当駅は通過とされた。

## 駅構造

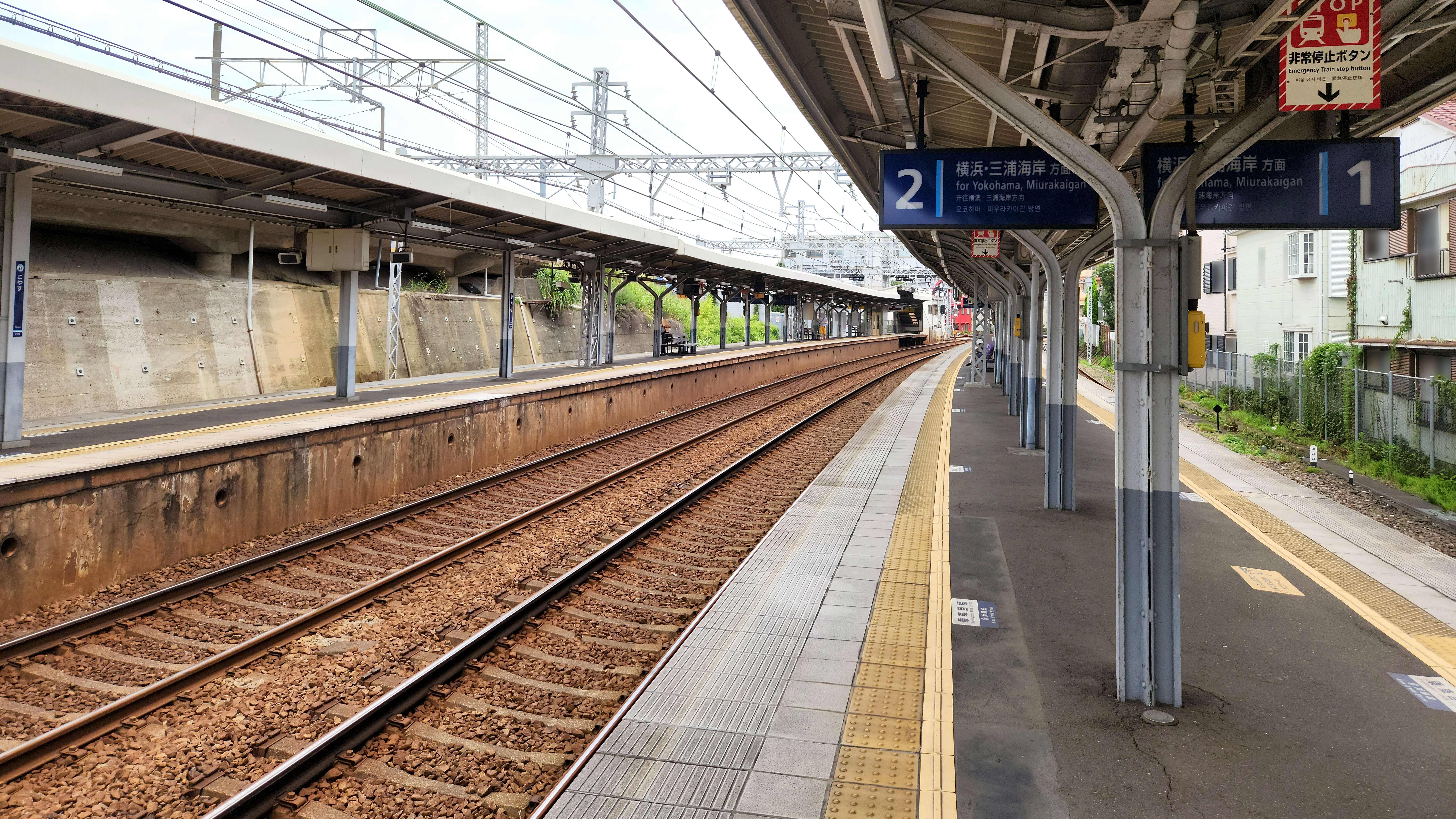
ホーム（2023年7月）

島式ホーム2面4線を有する地上駅。駅舎とホームは地下通路で連絡している。2007年にエレベーターが設置された。エレベーター同士と駅舎は地下通路ではなく、新たに設けられた跨線橋により連絡している。
普通列車は当駅で優等列車を待避する。2012年10月21日のダイヤ改正のラッシュ時の上り普通列車の場合、優等列車を2本も通過待ちを行う場合があるため、5分前後停車する。なお、20時頃になると、急行は隣の神奈川新町駅で快特の通過待ちをした後、当駅で普通列車を追い抜くという運用もある。2012年10月21日のダイヤ改正から、日中時間帯（10時 - 16時・休日は10時 - 20時）においてはパターンダイヤとなり、普通は京急鶴見で急行を待ち合わせるため、快特のみの並走追い越し待避となり、停車時間が大幅に減った。
当駅 - 神奈川新町間は上り線のみ線路が2本ある複単線区間である。これを活用し、ラッシュ時には普通列車と快特または特急が並走することもある。
また、神奈川新町または当駅で優等列車の待避がある場合は、神奈川新町と子安は4番線に停車するが、例外として普通が神奈川新町3番線を出発するときに、優等列車が同時刻に神奈川新町4番線に到着する場合には、普通は神奈川新町3番線を発車し子安で4番線に到着する場合がある。

### のりばと詳細
| 番線 | 路線 | 方向 | 行先                    |
| ---- | ---- | ---- | ----------------------- |
| 1・2 | 本線 | 下り | 横浜・三浦海岸方面      |
| 3・4 | 本線 | 上り | 羽田空港方面 / 品川方面 |

かつては特急停車駅であったが、新町検車区が設置された際に急行停車駅に格下げされ、京急蒲田以南の急行廃止以後は、普通のみが停車する(現在京急蒲田以南の急行の運転は復活しているが停車しない)。1番線は原則として回送列車のみが使用する。

## 利用状況
横浜市統計書によると2023年度の1日平均乗降人員は6,825人（乗車人員：3,429人、降車人員：3,396人）である。
京急グループ会社要覧より2022年度の1日平均乗降人員は6,548人であり、京急線全72駅中63位。
近年の1日平均乗降人員と乗車人員の推移は下表の通り。
| 年度               | 1日平均 乗降人員 | 1日平均 乗車人員 | 出典       |
| ------------------ | ---------------- | ---------------- | ---------- |
| 1980年（昭和55年） |                  | 7,189            |            |
| 1981年（昭和56年） |                  | 7,011            |            |
| 1982年（昭和57年） |                  | 6,871            |            |
| 1983年（昭和58年） |                  | 6,735            |            |
| 1984年（昭和59年） |                  | 6,529            |            |
| 1985年（昭和60年） |                  | 6,301            |            |
| 1986年（昭和61年） |                  | 6,244            |            |
| 1987年（昭和62年） |                  | 6,041            |            |
| 1988年（昭和63年） |                  | 5,962            |            |
| 1989年（平成元年） |                  | 5,847            |            |
| 1990年（平成02年） |                  | 5,803            |            |
| 1991年（平成03年） |                  | 5,669            |            |
| 1992年（平成04年） |                  | 5,581            |            |
| 1993年（平成05年） |                  | 5,534            |            |
| 1994年（平成06年） |                  | 5,463            |            |
| 1995年（平成07年） |                  | 5,517            | [ * 1 ]    |
| 1996年（平成08年） |                  | 5,214            |            |
| 1997年（平成09年） |                  | 4,937            |            |
| 1998年（平成10年） |                  | 4,855            | [ * 2 ]    |
| 1999年（平成11年） |                  | 4,665            | [ * 3 ]    |
| 2000年（平成12年） | 9,181            | 4,562            | [ * 3 ]    |
| 2001年（平成13年） | 8,858            | 4,390            | [ * 4 ]    |
| 2002年（平成14年） | 8,236            | 4,056            | [ * 5 ]    |
| 2003年（平成15年） | 8,178            | 4,026            | [ * 6 ]    |
| 2004年（平成16年） | 8,152            | 4,001            | [ * 7 ]    |
| 2005年（平成17年） | 8,115            | 3,985            | [ * 8 ]    |
| 2006年（平成18年） | 8,144            | 3,971            | [ * 9 ]    |
| 2007年（平成19年） | 7,975            | 3,921            | [ * 10 ]   |
| 2008年（平成20年） | 8,022            | 3,983            | [ * 11 ]   |
| 2009年（平成21年） | 8,097            | 4,025            | [ * 12 ]   |
| 2010年（平成22年） | 8,050            | 4,005            | [ * 13 ]   |
| 2011年（平成23年） | 7,820            | 3,884            | [ * 14 ]   |
| 2012年（平成24年） | 7,754            | 3,858            | [ * 15 ]   |
| 2013年（平成25年） | 7,674            | 3,824            | [ * 16 ]   |
| 2014年（平成26年） | 7,498            | 3,731            | [ * 17 ]   |
| 2015年（平成27年） | 7,686            | 3,810            | [ * 18 ]   |
| 2016年（平成28年） | 7,723            | 3,833            | [ * 19 ]   |
| 2017年（平成29年） | 7,740            | 3,845            | [ * 20 ]   |
| 2018年（平成30年） | 7,852            | 3,901            | [ * 21 ]   |
| 2019年（令和元年） | 7,775            | 3,861            | [ * 22 ]   |
| 2020年（令和02年） | 6,188            |                  | [ 京急 2 ] |
| 2021年（令和03年） | 6,337            |                  | [ 京急 3 ] |
| 2022年（令和04年） | 6,548            |                  | [ 京急 1 ] |

## 駅周辺
駅前から東日本旅客鉄道（JR東日本）横浜線大口駅まで大口1番街・大口通商店街が続いている。また、当駅の横で横浜線は京浜東北線・東海道本線・横須賀線の線路をオーバークロスする。
京急ではかつて1987年6月1日に「京浜××」と称する10駅を「京急××」に改称したが、当駅前の交差点の名称は「京浜子安駅入口」となっている。
- 国道15号
- マツダ横浜研究所（元 フォード・モーター子安工場）
- 横浜地方法務局神奈川出張所
- 横浜市営バス「子安」バス停留所[11]

## 隣の駅
京浜急行電鉄
 本線
■快特・■特急・■急行
通過
■普通
京急新子安駅 (KK32) - 子安駅 (KK33)  - 神奈川新町駅 (KK34)